# Сохранить город
«Сохранить город» (пол. Ocalić miasto) — фильм ПНР-СССР 1976 года режиссёра Яна Ломницкого по одноимённому рассказу Анджея Щипёрского.

## Сюжет
Основано на реальных событиях — спасении Кракова разведывательно-диверсионными группами Алексея Ботяна и Евгения Березняка.
1944 год, польские подпольщики пытаются раскрыть план немцев по уничтожению Кракова. Им на помощь приходят советские парашютисты под командованием Семенова. Ему вместе с подпольщиками удается обезвредить взрывчатку и спасти древнюю польскую столицу.

## В ролях
- Александр Белявский — капитан Семёнов
- Нина Маслова — Маша
- Кирилл Арбузов — Сергей
- Тереса Будеш-Кржижановская — Ядвига Новацкая
- Ян Кржижановский — Мариан Новацки, муж Ядвиги
- Яцек Мишкевич — Янек, сын Новацких
- Сергей Полежаев — маршал Конев
- Олег Мокшанцев — генерал Коровников, командующий 59-й армией
- Герберт Зиверс — Йозеф Харпе, генерал
- Ежи Ткачик — инженер Ганс Крюгер
- Эва Цепеля — жена Крюгера
- Мариан Цебульский — «Каня», коммунист
- Ежи Саган — Мигура, коммунист
- Збигнев Крыньский — Казимеж Павляк, коммунист
- Александер Миколайчак — Водовяк
- Виталий Комиссаров — полковник Фомин
- Георгиос Совчис — советский лейтенант
- Виктор Уральский — дядя Лёша, солдат
- Шавкат Газиев — солдат
- Ежи Душинский — Ганс Франк, генерал-губернатор
- Хенрик Биста — «Штих», капитан АК
- Войцех Зентарский — «Лысый», майор АК
- Станислав Хмелох — «Художник», солдат АК
- Витольд Дембицкий — «Скорпион», солдат АК
- Тадеуш Хук — ассистент Ханса Франка
- Ежи Федорович — работник почты

## Фестивали и награды
- главный приз «Серебряный лев» Гдыньский кинофестиваль 1976
- фильм номинировался на «Золотой приз» X-го Московского международного кинофестиваля 1977